# زن شگفت‌انگیز: خطوط خون
زن شگفت‌انگیز: خط خون ((به انگلیسی: Wonder Woman: Bloodlines)) یک فیلم ویدئویی پویانمایی در سبک ابرقهرمانی به کارگردانی سام لیو است که در سال ۲۰۱۹ منتشر شد. این فیلم برگرفته از شخصیت ابرقهرمانی دی‌سی کامیکس، به همین نام ساخته شده‌است.
زن شگفت‌انگیز: خطوط خوندر تاریخ ۱۵ اکتبر ۲۰۱۹ به صورت دیجیتالی، و ۲۲ اکتبر ۲۰۱۹ بر روی دی‌وی‌دی و دیسک بلو-ری عرضه شد.

## داستان
هنگامیکه شاهزاده خانم دایانا تصمیم به نجات خلبانی به نام استیو ترور که قرار بود جان خودش را فدا کند تا صلح را به دنیا بازگرداند، می‌گیرد، سرنوشت خودش و دنیا را تغییر می‌دهد. دایانا با جان فشانی‌هایی که در دوره‌های مختلف کرده به عنوان سفیر صلح و یک ناجی با نام زن شگفت‌انگیز شناخته می‌شود. او از بخشش و مهربانی مردم زمینی بسیار خوشحال است. یک روز دایانا تصمیم به نابودی شرکتی مافیایی و جنایتکار به نام Villainy می‌گیرد که قصد نابودی جهان را دارند…